# 佐和山遊園
座標: 北緯35度16分28.4秒 東経136度16分8.7秒 / 北緯35.274556度 東経136.269083度
佐和山遊園（さわやまゆうえん）は、滋賀県彦根市に所在する未完成の遊園地である。運営は財団法人佐和山三成会（のち一般財団法人へ改組）。
地元の建築業者である泉巌（いずみ いわお）が、佐和山城を居城としていた石田三成のテーマパークを構想して1976年に着工。復元された佐和山城を中心に、歴史資料館や美術館を併設し、遊具施設なども備えたテーマパークとなるはずであったが、正式なオープンには至らなかった。
国道8号に面している。遊園内のほとんどの建築物や展示物は、構想した実業家が個人で製作したものである。無料開放という形で営業しながら増築・改築工事が続けられていた。出入口は2箇所あり、どちらにも「ご自由にお入り下さい 佐和山三成会」の立て札があり、誰でも無料で入ることが可能である。2箇所ある入口の一つには小屋と柵、カウント式の改札が置かれており、過去には入場料を徴収していたことがうかがえる。佐和山城自体には入口が無く立ち入ることはできない。公的なパンフレットや観光地図には掲載されていないが、近年インターネットなどを通し、B級観光スポットとしてその名が知られるようになった。
2000年3月に施設内の骨董品が盗難被害を受けたことが報じられた。その際には「彦根の私立歴史館」として報じられており、その時点ではまだ開園していたことがわかる。
2017年3月には「売却・解体後更地渡し」の看板が立ち、2018年には一度撤去され、立ち入り禁止となっている。
2023年12月には、安全対策で道路（国道8号）に面した部分のみ解体が始まった。

## 主な内容
過去の入場料は1,000円であった。現在は閉鎖されている。
- 佐和山城
- 五重の塔
- 金閣寺(石田三成が建立した瑞岳寺)
- 佐和山観音
- 石田三成絵巻
- 佐和山美術館
- 佐和山歴史館